# Урдогурт
Урдогу́рт (рос. Урдогурт) — присілок у складі Увинського району Удмуртії, Росія.

## Населення
Населення — 30 осіб (2010; 49 в 2002).
Національний склад станом на 2002 рік:
- росіяни — 53 %
- удмурти — 45 %

## Урбаноніми[3]
- вулиці — Лісова